# ヴァイレ県

ヴァイレ県
Vejle Amt

ヴァイレ県（ヴァイレけん デンマーク語:Vejle Amt）はかつて存在したデンマークの地方行政区画（県）。デンマーク中部、ユトランド半島東岸に位置し、小ベルト海峡などに面する。行政府所在地はヴァイレ。地方行政区画再編により、2006年12月31日をもって廃止され、翌2007年1月1日より、北部は中央ユラン地域、南部は南デンマーク地域に組み入れられた。